# Jarše (Lublana)

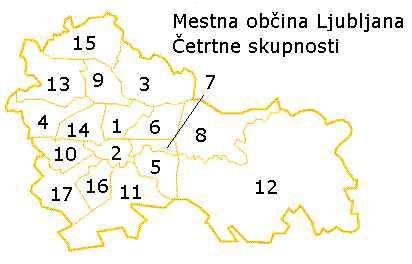
Jarše na mapie zaznaczone jest numerem 6

Jarše jest dystryktem Aglomeracji Lublany, stolicy Słowenii. Zajmuje powierzchnię 906 ha. Liczba mieszkańców wynosi 14 394 (2020). Jedyną godną uwagi rozrywką w Jarše jest sporych rozmiarów park wodny Atlantis.